# Hans von Werthern (1626–1693)

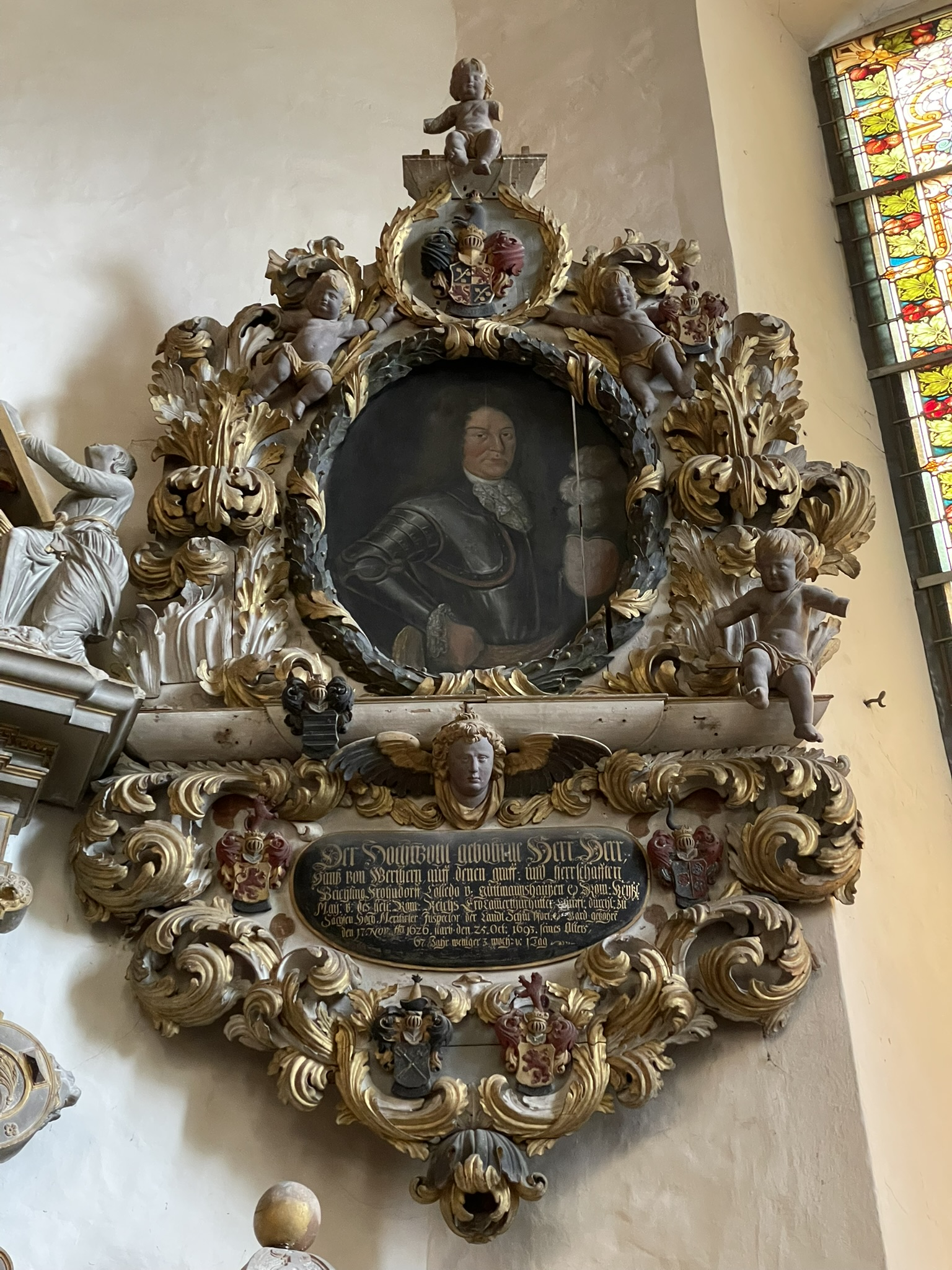
Epitaph Hans von Werthern, Stadtkirche Kölleda

Hans Friedrich von Werthern (* 15. November 1626 in Beichlingen; † 25. Oktober 1693 in Kölleda) war Reichserbkammertürhüter des Heiligen Römischen Reichs und Inspektor der Landesschule Pforta.

## Leben
Er stammte aus dem thüringischen Uradelsgeschlecht von Werthern aus der Linie Beichlingen und Frohndorf und war der Sohn des Georg von Werthern (1581–1636), kursächsischer Staatsmann, Oberlandeshauptmann und Oberhofrichter und dessen zweiter Ehefrau Rahel geborene von Einsiedel (1599–1667).
Nach Abschluss seiner Ausbildung wird von Werthern durch den sächsischen Kurfürsten Johann Georg II. zum kursächsischen Kammerherrn bestallt, ein in der Familie derer von Werthern gewöhnlicher Schritt in der Laufbahn ihrer Mitglieder. Für den Kurfürsten verwaltete er dann die Inspektion der Landesschule Pforta als deren Inspektor.
Im Jahr 1659 wird er unter dem Gesellschaftsnamen „Der Zertrennende“ als Mitglied in die Fruchtbringende Gesellschaft aufgenommen (Nr. 706), wie bereits seine zwei Brüder Dietrich 1645 und Friedrich 1658 vor ihm.

## Familie
Hans von Werthern heiratete 1651 Maria Christina, geb. von Heßler (1636–1691), sie hatten elf Kinder:
- Rahel Christina (* 1653)
- Johann Georg (* 1654) fällt in Kriegsdiensten
- Catharina Sophia (1656–1691) ⚭ Walrab Adolph von Wangenheim
- Johann (Hans) Friedrich (1657–1702), Königlich Polnischer und Kursächsischer Obrist-Wachtmeister
- Eleonora Dorothea (1658–1681)
- Wolfgang Dietrich (1659–), sächsischer Oberhofmeister unter Johann Georg IV., Domherr in Naumburg und Kreishauptmann in Wittenberg
- Karl Heinrich (* 1661) fällt in Holländischen Kriegsdiensten
- Ernst Friedemann (* 1662)
- Christoph Ludwig (1664–1706), Kaiserlicher Obrist, führt die Frohndorfer Linie fort
- Rudolph (1665–1686) fällt in kursächsischen Kriegsdiensten bei der Belagerung von Ofen
- Christian Gottlob (1666)

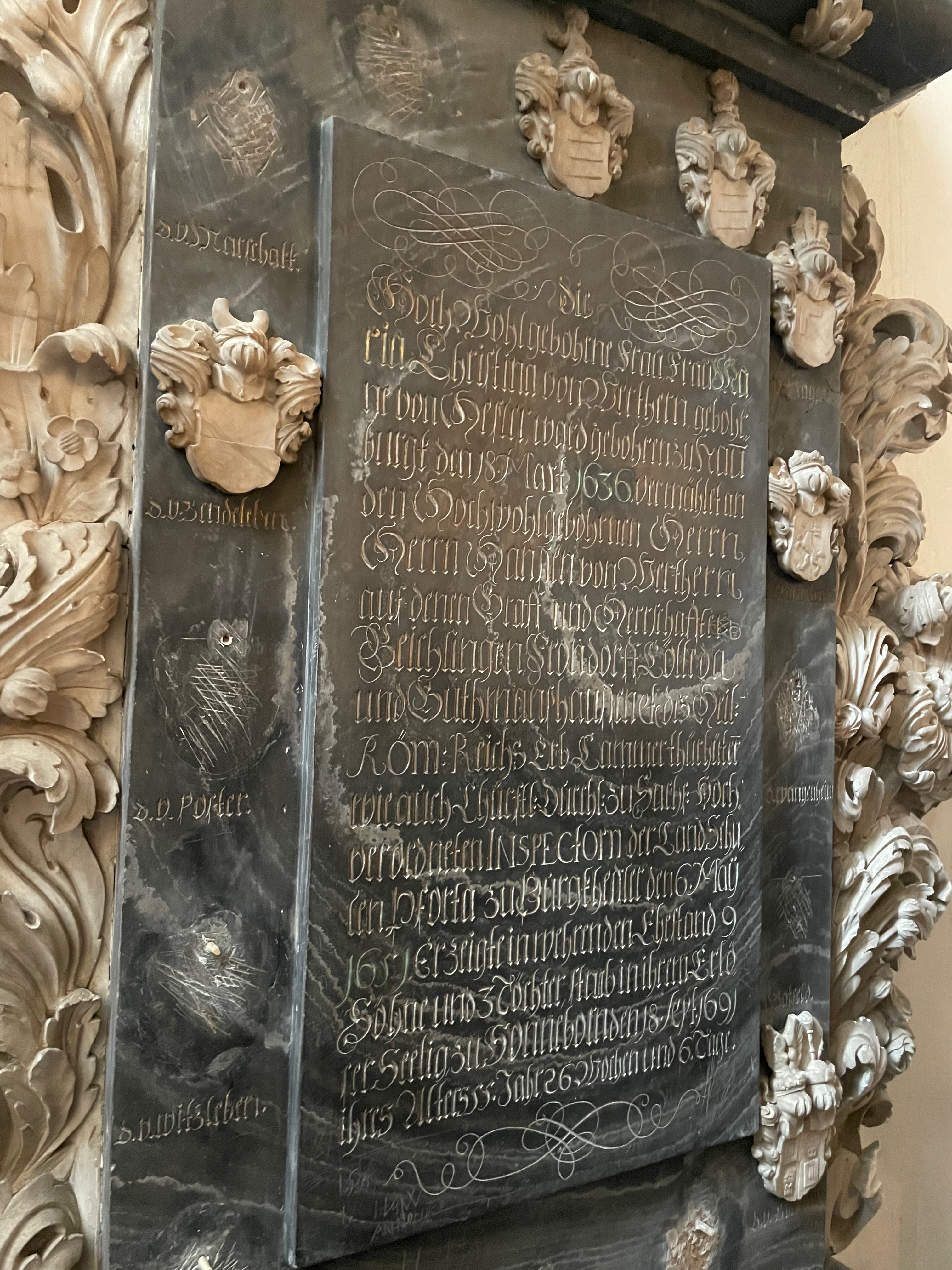
Epitaph der Ehefrau Maria Christina geb. von Hoym (1636–1691), St. Wipperti Kölleda
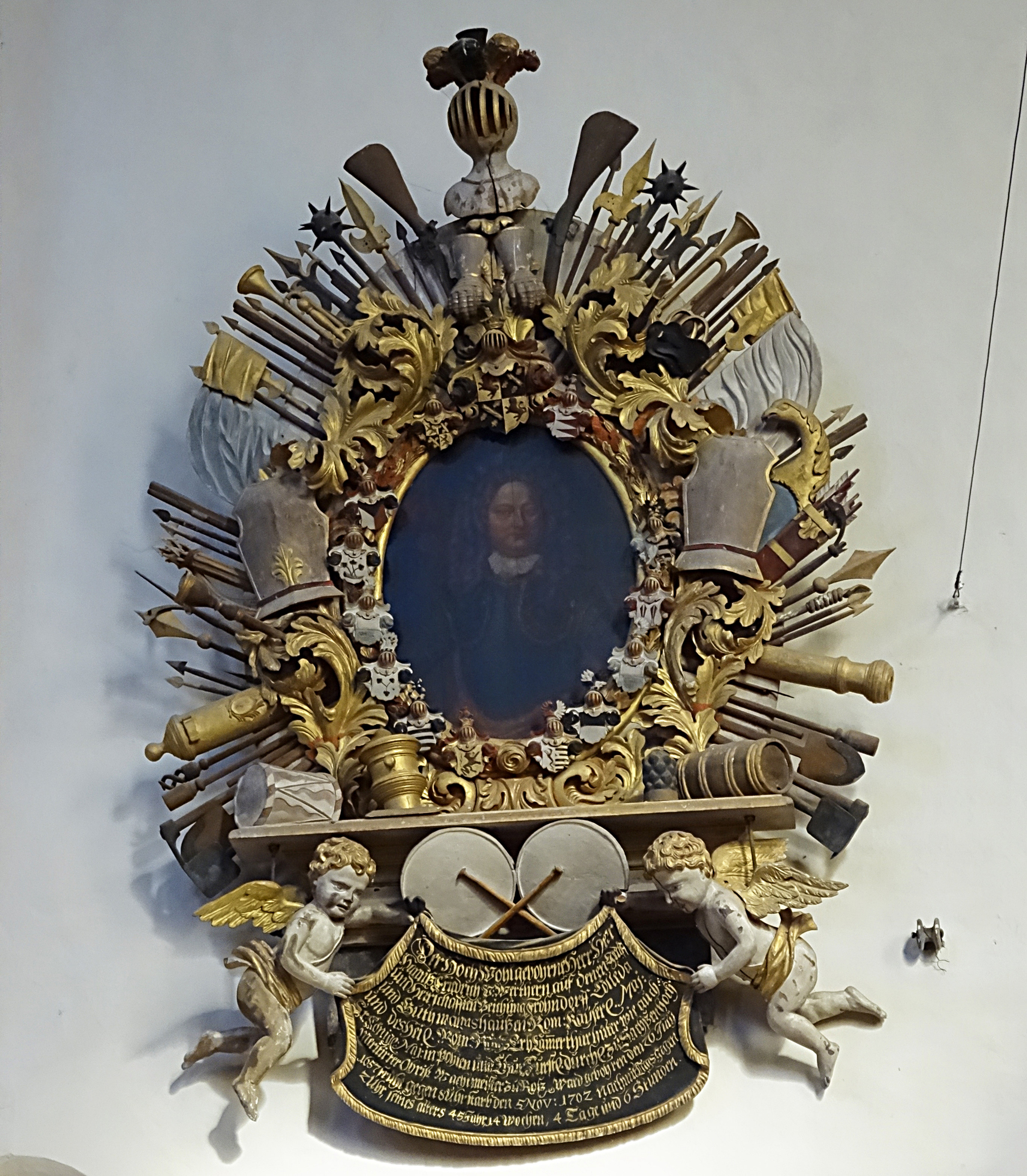
Epitaph des Sohnes Hans Friedrich (1657–1702), St. Wipperti Kölleda
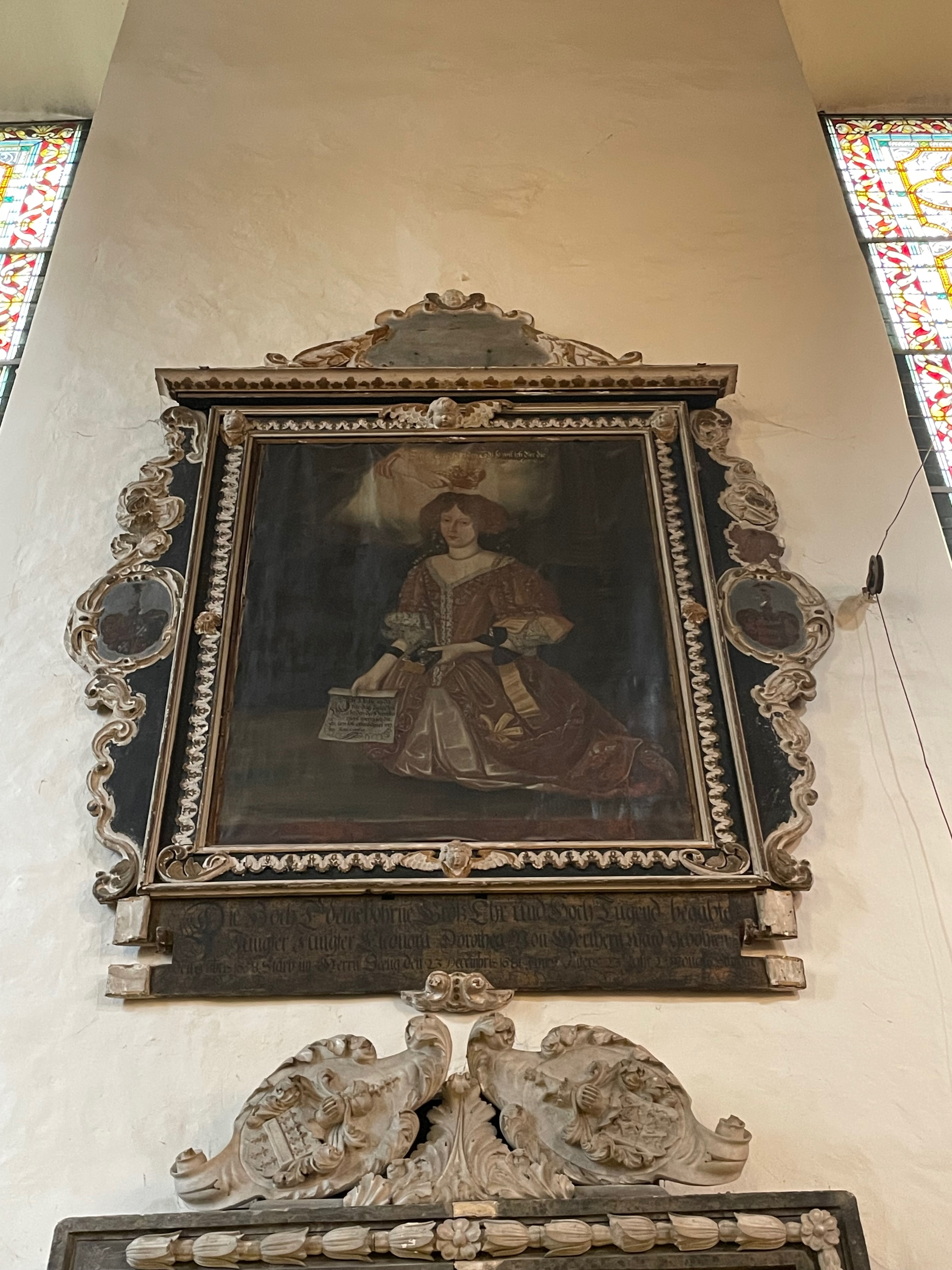
Epitaph der Tochter Eleonora Dorothea (1658–1681), St. Wipperti Kölleda